# Leucobrephos nivea
Leucobrephos nivea är en fjärilsart som beskrevs av Igor Kozhanchikov 1924. Leucobrephos nivea ingår i släktet Leucobrephos och familjen mätare. Inga underarter finns listade i Catalogue of Life.